# Stizus dispar
Stizus dispar  (лат.) — вид песочных ос из подсемейства Bembicinae (триба Stizini). Казахстан, Узбекистан, Туркменистан, Таджикистан. Иран. Длина 22—28 мм. Основная окраска жёлтая, кроме чёрных 6-го и 7-го тергитов метасомы (у самцов; а у самок 5-го и 6-го). Крылья затемнённые. Усики самок 12-члениковые (у самцов состоят из 13 сегментов). Внутренние края глаз субпараллельные (без выемки). Брюшко сидячее (первый стернит брюшка полностью находится под тергитом). В переднем крыле три кубитальные ячейки. Гнездятся в земле. Вид был впервые описан в 1888 году российским энтомологом Фердинандом Фердинандовичем Моравицем (F. Morawitz, 1827—1896).